# Луиза Кристина Савойска-Каринян
Луиза Кристина Савойска-Каринян (на френски: Louise Christine de Savoie-Carignan, на италиански: Luisa Cristina di Savoia-Carignano; * 1 август 1627, Париж, Кралство Франция; † 7 юли 1689, пак там) е принцеса от Савойската династия и чрез женитба маркграфиня на Баден-Баден. Луиза е леля на прочутия пълководец Евгений Савойски.

## Произход
Тя е дъщеря на княз Томас Франциск Савойски (* 1595, † 1656), принц на Кариняно, маркиз на Боск и на Шатлар, маркиз на Ракониджи и на Вилафранка, и на Мария дьо Бурбон-Соасон (* 1606, † 1692), графиня на Соасон. Негови дядо и баба по бащина линия са херцог Карл Емануил I Савойски и Каталина-Микаела Испанска, а по майчина – Карл дьо Бурбон-Соасон, граф на Соасон, и Ан дьо Монтафие. Майка ѝ е роднина на френската кралска фамилия. Луиза Кристина има петима братя:
- Емануил Филиберт (* 1628, † 1709), принц на Кариняно, съпруг на Анджела Мария Катерина д’Есте
- Амадей († 1629)
- Йосиф Емануил (* 1631, † 1656), граф на Соасон
- Фердинанд († 1637)
- Евгений Маврикий (* 1635, † 1673), граф на Соасон и на Дрьо, баща на известния пълководец Евгения Савойски

## Биография

### Начални години
Луиза е родена в семейния дворец в Париж. Възпитанието и образованието ѝ е поверено на монахините. Характерът ѝ се формира в атмосферата на постоянни балове, организирани от майка ѝ. Соасонският дворец е превърнат от господарката си в център на галантния живот на столицата.
След като навършва пълнолетие, Луиза Кристина отказва няколко изгодни предложения за брак, защото не иска да напусне двора. Тя е назначена за придворна дама на кралицата майка Анна Австрийска. За службата си получава годишна издръжка от 180 хил. лири.

### Годеж и брак
Чрез кардинал Мазарини, действащ от името на младия крал Луи XIV, на 15 март 1653 г. е подписан брачният договор на 25-годишната Луиза Кристина с кронпринц Фердинанд Максимилиан фон Баден-Баден, най-възрастният син на маркграф Вилхелм фон Баден-Баден. Подписването е в двореца Лувър в присъствието на краля и двора. По време на тържествената церемония Луиза Кристина е облечена в златиста брокатена рокля, ушита по последна мода, което прави голямо впечатление на присъстващите. Зестрата ѝ е 700 000 ливри и 15 000 екю. Бъдещият ѝ тъст ѝ дава имперската крепост Малберг и Графство Еберщайн, а освен това тя получава множество скъпи подаръци от младоженеца.
През февруари 1654 г. в параклиса на Соасонския дворец се състои брачната церемония. Младоженецът е представен от принц Евгений Маврикий Савойски-Каринян, брат на булката. През юни 1654 г. Фердинанд Максимилиан идва в Париж, за да вземе съпругата си. По настояване на баща си той трябва да се върне с нея в Баден-Баден. Съвместният живот на съпрузите обаче веднага разкрива разликата в техните характери и приоритети. Луиза Кристина харесва социалния живот, а Фердинанд Максимилиан е сериозен и практичен. Освен това свекървата не харесва зетя, който угажда на желанията на дъщеря ѝ.
Скоро Луиза Кристина ражда син, чийто кръстник е Луи XIV. Под различни предлози тя бави преместването си в Маркграфство Баден-Баден, което води до действителния разпад на семейството. За да принуди жена си да го последва, Фердинанд Максимилиан отвежда единственото им дете в родината си, където го поверява на грижите на Мария Магдалена фон Йотинген-Балдерн, втората съпруга на баща му. Поведението на Луиза Кристина е осъдено дори от папа Александър VII. Принцесата е притисната от роднините ѝ от Савойския дом и от Парижкия парламент. През 1668 г. ѝ е отказан достъп до кралския двор. Но нищо не може да я накара да напусне Париж.
Фердинанд Максимилиан не може да спре да обича жена си и многократно се опитва да възстанови отношенията с нея. През октомври 1669 г. той внезапно умира от рана, получена по време на лов. Той умира преди баща си, така че след смъртта на Вилхелм I единственият му син, Лудвиг Вилхелм, става новият маркграф на Баден-Баден. Луиза Кристина реагира безразлично на новината за смъртта на съпруга си.

### Последни години
През 1684 г. тя улеснява брака на по-малкия си брат, принц Емануил Филиберт, с Мария Катерина д'Есте. Тя прави това против желанието на Луи XIV да ожени принца за френска принцеса. За това кралят заточва Луиза Кристина в Рен. Едва през юли 1688 г. ѝ е позволено да се върне в Париж.
Умира в Париж на 7 юли 1689 г. на 61-годишна възраст. На погребението ѝ присъства само майка ѝ, която я надживява с три години. Погребана е в Картезианския манастир в Обвоа близо до град Гайон в Нормандия, в семейната гробница на принцовете на Кариняно във Франция. По време на Френската революция гробът ѝ е осквернен.

## Потомство
Луиза Кристина и Фердинанд Максимилиан имат син:
- Лудвиг Вилхелм фон Баден-Баден (* 8 април 1655, Париж; † 4 януари 1707, Ращат), маркграф на Баден-Баден (1677 – 1707), главен военен командир в имперската армия; ∞ 1690 за принцеса Франциска Сибила Августа фон Саксония-Лауенбург (* 1675 † 1733), от която има осем деца.

### Други
- Cronologia.leonardo.it
- Princess Luisa de Savoie-Carignano, LEO, genealogics.org
- Principessa Luisa Cristina, на genmarenostrum.com